# 志田雪奈
志田 雪奈（しだ ゆきな、1998年11月30日 - ）は、日本の元AV女優、グラビアアイドルである。千葉県出身、プライムエージェンシー所属。
事務所の公式には生年未公表であるが、本人が自ら公表したものでは1998年生まれとなっている。

## 略歴
イメージビデオで活動するグラビアアイドルとして2018年5月にデビュー。
小学館「週刊ポスト」2018年9月28日号において「シリーズ初脱ぎ・志田雪奈さん。20歳」のタイトルでヌードグラビアを掲載。
2018年12月にAV女優転向を発表しデビュー。デビュー時は文学部の現役大学生。デビュー作の撮影では行う体位に『AVで見たことある！』と感動した。
2019年4月から5月上旬まで体調不良のため活動休止。決まっていたイベント、舞台出演すべてを降板する。
同年6月よりMOODYZ専属を離れ、企画単体女優に転身。12月にはメンズサイゾーとのコラボVR作品に出演。
2021年8月28日、自身のTwitterにて同年9月末日で引退する事を発表。医師と相談のうえで治療が長期になりそうなこと。全力でパフォーマンスができないことを引退理由として挙げている。引退作品、引退式等はしない。患っているのは貧血、および低血糖症。
後日双極性障害Ⅱ型と判明。

## 人物
- 趣味は読書。小学生から文庫本で小説を読み[13]、本棚には東野圭吾の本と官能小説が並んでるという[4]。官能小説については、過去に読み絶版となった作品で印象が強いものは再度購入している[6]。
- 特技は牛タンをひたすら食べること[4]。激辛好きであるが汗で化粧が崩れるため、デビュー以降はインタビューでは発してもプロフィールとしては記載していない[4]。またパスタ、ラーメンなどの炭水化物類が好きである[14]。
- 初体験はダーツバーで勤務していた17歳の時で、相手はイベントに参加していた11歳上の男性[14]。デビューまでの経験人数は4人。
- 車両整備工場に勤務経験があり、運転免許は持っていないがオイルやタイヤ交換など車両の自己メンテナンスが一通りできる[15]。
- 東京ヤクルトスワローズファン[16]。
- 中学時代は剣道に打ち込んでおり、中学で取れる最高段位である2段を取得している[17]。
- 誕生日は本当に11月30日であるとするが、正確な生年月日を誤魔化しているのはデビュー作にまつわる大人の事情としている[18]。ただし、AV女優の生年月日については、仕事の性質上および女優に対してのプライバシーとセキュリティの観点から、実際=戸籍上の生年月日とは異なる場合が圧倒的に多いので、何も志田だけに限ったことではない。

## 作品

### アダルトビデオ

#### 2018年
- 新人 志田雪奈AVデビュー（2018年12月13日、ムーディーズ）

#### 2019年
- 膣中（ナカ）×膣奥（オク）×全身絶頂 3本番ドキュメント 志田雪奈（2019年1月13日、ムーディーズ）
- アナタを大好きすぎる雪奈とミニスカ同棲生活 志田雪奈（2019年2月1日、ムーディーズ）
- ドキドキ1日体験入店 ビンカン現役女子大生の初ソープ 志田雪奈（2019年3月1日、ムーディーズ）
- 勉強中に射精してもフェラ止めない！追撃おしゃぶり家庭教師 志田雪奈（2019年4月1日、ムーディーズ）
- 満員痴●アクメ-逃げ場無し大量オヤジ輪●- 志田雪奈（2019年5月1日、ムーディーズ）
- 「やばい！妹に中出し！？」全く気にせず露わな姿で家中をウロつく妹のピッチピチなカラダを見ているとつい興奮してしまい…2（2019年8月2日、プレステージ）
- 素人女子大生限定！パンティ素股でカチカチち●ぽがアソコに擦れて赤面発情！クロッチは恥ずかし汁まみれ！そのまま生で擦り合わせて、ヌルヌルワレメに結局つるんっと入って生中出し！！～赤面女子1周年記念特別編 9人収録9時間撮り下ろし（2019年8月9日、赤面女子）
- アナルがみえそうなTバック尻に即ズボッ！ひたすら後ろから激ピスされ、抵抗する力もなくなるほどイカされまくり精子がこびりつくほど何度もアナル射精される女（2019年8月16日、プレステージ）
- 静かなキャンプ場で若いカップルの愛撫音が響き渡ってめちゃくちゃエロい件について（2019年8月22日、SODクリエイト）
- リアル素人ガチナンパ！貴方よりHな友達紹介してください！in京都（2019年9月13日、赤面女子）
- ヒロイン洗脳 Vol.20 騎装戦隊ブリッドレンジャー ～ホワイトブリッド～ 志田雪奈（2019年9月13日、GIGA）
- 完全着衣の美学 競泳水着の女 水泳部顧問は白目・痙攣・連続イキ 志田雪奈（2019年9月26日、アキノリ）
- 街角シロウトナンパ！ vol.64 女子大生をガチ口説き。8（2019年10月11日、プレステージ）
- ガチ天使！！看護師になった友人の妹がお泊まりにいったボクのチ○ポにイタズラしてきて…（2019年10月11日、Z-MEN）
- 神イキ素人ガチナンパ 隠れヤリマンの生態調査 1（2019年10月18日、プレステージ）
- マジックミラー号 夏の鉄板企画！海水浴場で声を掛けた厳選巨乳ビキニ素人娘16名のSEX完全撮り下ろし 2枚組8時間令和元年夏の海全記録スペシャル（2019年10月24日、SODクリエイト）
- 志田雪奈×SUKESUKE＃13恥部上場！日本SUKESUKE商事 志田雪奈（2019年11月1日、プレステージ）
- 勤務女子 働く女性のイキ方 受付嬢 雪奈24歳は白目イキ 志田雪奈（2019年11月7日、アキノリ）
- 円女交際 中出しoK清廉淫乱就活生 志田雪奈（2019年11月7日、パコパコ団とゆかいな仲間たち/妄想族）
- 素人コスプレイヤーを媚薬バイブでアクメ強●！7（2019年11月8日、Z-MEN）
- 本人か！？話題の国民的女優超え、中出し志願美少女！奇跡の白目アヘ堕ち具合をぜひご覧あれ！（2019年11月19日、ジェントルマン/妄想族）
- カンバン娘×PRESTIGE PREMIUM 01 人気おばんさい屋/ユキナ22歳 花屋兼カフェ/ルカ21歳 人気焼肉店/えり21歳（2019年11月29日、プレステージ）
- 友達と飲み会後、終電を逃して家に泊めた親友の彼女。言葉巧みに男2人で口説いて、朝まで何度も何度も男2人でハメていたら、人生初の3Pに溺れた…（2019年12月7日、お夜食カンパニー）
- コタツの中で内緒で悪戯「ちょっと！？彼氏に気づかれちゃうよぉ！」カレの友人に寝取られ本気で生SEX！2（2019年12月10日、ブリット）
- midnight high（2019年12月12日、SILK LABO）
- SEXの逸材。ドスケベ素人の衝撃的試し撮り 性癖をこじらせてプレステージに自らやって来た本物素人さん達の顛末。 VOL.55（2019年12月20日、プレステージ）
- モデルでゴルフメーカーアンバサダー女子出演/志本さつき（2019年12月20日、スパイスビジュアル）

#### 2020年
- すんげぇぬるぬる！！ぐちょぐちょ濡れぬる媚薬パニック 媚薬ローション総使用量8，450リットル（2020年1月3日、プレステージ）
- 一分一秒がもったいない！！とにかくイチャイチャエッチがしたい！絶対に手を出してはいけない兄嫁と禁断の濃厚セックス！！共働きの兄夫婦と一緒に…（2020年1月7日、Hunter）
- ドキュメンTV×PRESTIGE PREMIUM 家まで送ってイイですか？ 36 ぶっ飛び憑依型！白目イキのエロ神・森本さんパチンコ店社員 初騎乗位、初絶頂、初中出し超敏感娘・いおりさんレストラン勤務＆リフレ シリーズ最強の巨乳セックスモンスター・伊藤さん脳外科看護師（2020年1月10日、プレステージ ）
- AV男優の電話帳 1（2020年1月17日、プレステージ）
- 清純リスペクト/星出裕子（2020年1月17日、CRANE）
- スイッチひとつで丸見え！マジックガラスシャワー室で媚薬が効くまで閉じ込められ、媚薬が効いたらネタバラシ！大勢の男たちに見られ興奮した清楚系…（2020年1月19日、お夜食カンパニー）
- 混浴温泉で乳首をしつこく刺激する乳吸い責めに欲情した女は湯しぶきが立つハードピストンの快感で中出しを拒めない2（2020年1月23日、ナチュラルハイ）
- 「『施術着の股間の部分に穴が開いていたなんて…』指入れマッサージで何度もイカされた人妻は自ら延長してまで挿入を求める」VOL.1（2020年2月6日、DANDY）
- 私のこと…おヘンタイだと思いますか…？/山口さつき（2020年2月7日、サムバディ）
- 可愛い彼女と個人撮影。敏感過ぎて快感が止まらない美少女がイキ姿をさらけ出すプライベートSEX（2020年2月13日、S-Cute）
- 史上最高レベルにかわいい素人10名完全撮り下ろし永久保存版！奥までズッポリ絶倫ピストンディルドオナニー（2020年2月14日、S級素人）
- 恥ずかしいが私の性感帯（2020年3月1日、S-Cute）
- 敏感娘達のスリップ面接～イキまくるドスケベ娘達編～（2020年3月7日、 下半身タイガース/妄想族）
- えっ？マジ！発情した女が突然の乱入！？2人の女にチ○ポを舐めたおされた俺（2020年3月12日、アキノリ）
- バックでひたすら犯し続ける寝バックビデオレター VOL.2（2020年3月12日、コスモス映像）
- 連姦痴●3 犯●れるたびに激痛が快感に変わり泣きイキする女子○生（2020年3月12日、ナチュラルハイ）
- 恐怖で振り向けない背後から指が徐々にマ○コに近づく尻ワレメ痴●で興奮し腰を前後に振りだす発情女5（2020年3月12日、ナチュラルハイ）
- 教え子から脅迫されいきなり壁ドン じっくりねっとりしつこくキスをされまくる（2020年3月13日、ケイ・エム・プロデュース）
- 絶倫兄とむっつり弟嫁の淫らな昼下がり 志田雪奈（2020年3月19日、アクアモール/エマニエル）
- シロウトハメ撮りch4（2020年3月19日、ヌキサシリーグ/妄想族）
- みこすり半でイク早漏少女 ち●ぽ大好き陽気素人みらいちゃんが暴走アクメAVデビュー【綾●は●か】そっくりのドラッグストア店員さん（20歳）（2020年3月25日、ナンパJAPAN）
- 夜行バスで声も出せずイカされた隙に生ハメされた女はスローピストンの痺れる快感に理性を失い中出しも拒めない 女子○生限定4 総勢16人総集編付き2枚組 大発情SP（2020年3月26日、ナチュラルハイ）
- 制服女子○校生限定！学校対抗中出し野球拳！2 勝てば100万円！負ければいきなりデカチン即ハメ！素人女子○校生のうぶオマ○コに同級生男子の目の前で何度イってもやめない追撃ピストンで抜かずの連続中出し！4人合計16発（2020年4月7日、ディープス）
- 街角リクルート女子大生連れ込み痴●ぶっかけ性交（2020年4月7日、下半身タイガース/妄想族）
- 私立パコパコ女子大学 女子大生とトラックテントで即ハメ旅 27（2020年4月10日、プレステージ）
- ナマ撮れ素人流出動画 13（2020年4月17日、プレステージ）
- 妻がいる至近距離で平然とマッサージしながらこっそりチ○ポを挿入し腰振り騎乗位で中出しまでさせるエステティシャン2（2020年5月8日、ナチュラルハイ）
- 彼女と放課後中出しSEX（2020年5月15日、ケイ・エム・プロデュース）
- 悪質シロウトナンパ 10 お願い！素股してくれませんか？カチカチ生チ●ポが直接アソコに擦れて思わず濡れちゃう女の子 ぬるぬるワレメにツルっと生挿入！（2020年6月10日、ブリット）
- 産後処女を奪われ一度イッたら長時間アクメで痙攣が止まらないイキッぱなしベビーカー妻5 1名増量特別版（2020年6月11日、ナチュラルハイ）
- 国民的人気女優のガチ妹 Yちゃん ち○ぽ中毒ww（2020年6月11日、あっぷるぱい）
- 不倫の真髄！シロウト妻プレミアム’s 夫とよりも濃厚性交！絶倫チ●ポに犯●れた奥様 極淫覚醒（2020年7月10日、ホットエンターテイメント）
- センズリのお手伝いして下さい！ 可愛い女の子に握らせて射精するまでシコらせch9（2020年7月10日、ブリット）
- ギガ25周年シリーズ08 魔法美少女仮面フォンテーヌ（2020年7月10日、GIGA）
- 夜●いされて悶え喘ぐ人妻 Vol.2（2020年7月19日、アクアモール/エマニエル）
- 素人ナンパGET！！ No.215 モチベ美女が集まる東京2020！ゴールドラッシュ編（2020年8月7日、桃太郎映像出版）
- 痴●総決起集会2020 超豪華版 撮り下ろし10作品 完全［中出し］スペシャル（2020年8月13日、ナチュラルハイ）
- 完全顔出しガチナンパ！とっても優しい天使みたいなナースさんに包茎インポ童貞3重苦男子のオナニーの介抱してもらいました！！かわいすぎる裸体にズル剥けフル勃起したち●ぽを白衣の奥にズブリ！金玉空になるまで何度も中に出しました！【6人収録5時間2周年特別編】（2020年8月28日、赤面女子）
- お父さんよりも年上のおじさんに犯●れた事を、バイト仲間の川上さんに相談したらものすごく悔しがって… 志田雪奈（2020年9月7日、アタッカーズ）
- 学校でバイブをパンツ固定されたまま長時間拘束放置され我慢し続けるが追い打ち媚薬でイキ崩れたガンギマリ女子○生（2020年9月10日、ナチュラルハイ）
- キャンプ場で痴●師にローターを挿れられぴたぴたデニムを濡らして失禁イキする美尻女（2020年9月10日、ナチュラルハイ）
- スーパーヒロイン危機一髪！！Vol.85 電影戦隊チャージマン チャージマーメイド（2020年9月11日、GIGA）
- マッサージで勃起した先っぽにアソコを押し当てて布越し2cm挿入で誘惑する確信犯エステティシャンPART2（2020年9月13日、ムーディーズ）
- ガチナンパ！うぶ女子初めての素股体験！ シレっと挿れても拒めない！ 連続アクメ166回！中出し11発！5名＋1名増量SP（2020年9月15日、ピーターズ）
- 元使用人の河合さんに犯●れて性に目覚めた上級国民の私は、義理の弟にもおねだりしてしまいました… 志田雪奈（2020年10月7日、アタッカーズ）
- 突然のゲリラ豪雨！どしゃ降り野外痴●BEST 大雨の中で乳首をいじられ続けS字反りイキするずぶ濡れ巨乳女＋新作撮り下ろし（2020年10月22日、ナチュラルハイ）
- あなたごめんね 開発されたカラダはアナタだけじゃ足りないの！ 快楽求めて他人と浮気SEX！！ 志田雪奈（2020年11月1日、AV）
- マンスジ前貼りお漏らし（2020年11月12日、レイディックス）
- 押しに弱い看護師って天使！？（2020年11月13日、Z-MEN）
- 媚薬が効きすぎて職場アクメ！4 オナニーを我慢できずガニ股でイキ漏らすガクブル女教師（2020年12月10日、ナチュラルハイ）

#### 2021年
- 媚薬チ○ポを即ハメされ仕事中にもかかわらず絶頂が止まらないタイトスカート美尻OL（2021年1月21日、ナチュラルハイ）
- ホイホイミラー チャンネル＃01 新・3大 「素人ホイホイpower」の透明感がスゴいのに美少女にあるまじきエグい絶頂が見れる伝説のデレデレ変態セックスplus1（2021年1月25日、素人ホイホイ/妄想族）
- セックスよりも気持ちいい 高○生の初めての口内射精 フェラチオ優等生11人 第3巻（2021年2月7日、桃太郎映像出版）
- 妹の友達は小悪魔ぷり尻ヤリマン！ミニスカパンチラ誘惑にヤラレた兄と父。妹や母にバレないようにドキドキハメハメ！（2021年2月25日、SWITCH）
- 美少女戦士セーラーアクアス洗脳 ～セーラーディオーレ絶命の日～ （2021年4月9日、GIGA）
- 「一緒にお風呂入ろっか！」従姉妹が大人のボインに成長したカラダくっつけ洗うふりしてギン勃ちチ○ポ握ってきます。まちがってワレメに入っても知らないからね！（2021年4月22日、SWITCH）
- 同窓会で10年ぶりに再会した初恋の女子がむちむちエロボディの人妻になっていた！夫とセックスレスで欲求不満な彼女に廊下やトイレや人の来ない場所に誘われヤリまくった！（2021年5月7日、SWITCH）
- 悶絶アナル解禁ドキュメント 志田雪奈 ～大量ローターぶっ挿し・浣腸噴射・公衆トイレアナニ―・2穴中出し～（2021年6月24日、ナチュラルハイ）
- 『私とのエッチは練習だからノーカン！初めては彼女って事で…何度失敗しても良いから私の体で…』彼女とのエッチに失敗した童貞のボクに優しい義姉…（2021年8月7日、Hunter）
- ヤラレたらヤリ返す！『勘弁してくれもう無理！』『まだ全然足りないの！』イってもイってもイキ止まない超絶倫敏感早漏マ○コ義姉は超ヤリマン！（2021年8月19日、Hunter）
- すんげぇぬるぬる COMPLETE 巨乳J○9人とローションまみれぐちょ濡れSEX（2021年8月20日、プレステージ）
- スポえろジャーニー スポ女子×中出し×数珠つなぎ No6（2021年8月20日、プレステージ）
- 2穴中出し集団痴●バス3（2021年10月21日、ナチュラルハイ）
- 素人ホイホイ×MBM 美人でエロい！銀河系フェロモンおばけ！ セクシー女神3 撮り下ろし3名（2021年10月22日、プレステージ）
- 飢えた喉奥 念願の口内蹂躙 ハニカミ笑顔で初めて見せるマゾ心 私、喉凹イラマ頑張ります！ ゆきなちゃん（2021年10月26日、えむっ娘ラボ）

#### 2022年
- 温泉レ●プ特選獲物集 嫌がる女を辱め力ずくの鬼畜姦18人＋新作撮り下ろし（2022年2月23日、ナチュラルハイ）

#### 配信のみ
- 【配信専用】ぷるツヤ口マ●コ美少女のジュブジュブノーハンドフェラ！（2019年8月16日、プレステージ）
- 真夏のビキニ素人娘をおっぱいマッサージで火を付けてマジックミラー号で中出しSEX ゆかり（23）（2019年10月24日、SODクリエイト）
- 【配信専用】射精が止まらない！超気持ちイイ美少女手コキ！8（2019年11月29日、プレステージ）
- 【検証AV】 露天風呂に媚薬を入れたら予想外の結果に！（2020年1月6日、アキノリ）
- スキがあれば1分でも1秒でもいいから、イチャイチャしたい！絶対に手を出してはいけない寝取りNG！の兄嫁と禁断の性交！ Vol.3 ユカさん（2020年2月12日、Hunter）
- 敏感娘達のスリップ面接～イキまくるドスケベ娘達編～ムッツリスケベゆきな（2020年3月7日、下半身タイガース/妄想族）
- 元グラドル色白恵体人妻 体液交換 中出し性交 志田雪奈（2020年8月19日、ディープス）
- 完全主観 リアルチ○ポシコり罵倒 2（2020年9月17日、アキノリ）
- 【禁断◆隠し撮り◆】 「だめ！ダメ！ここじゃダメ◆」 県立普通科J系のイチャキス・フェラ動画 ※綾瀬は●か似・乳首性感帯Gカップ・あざとカワイイ系・通学路デートのポニテ女子 他（2020年10月8日、アキノリ）
- J系のトイレ（2020年10月8日、 アキノリ）
- 可愛い女子社員と相部屋宿泊 スーツを脱いだら綺麗なおっぱい！締まったくびれ！プリプリのお尻！無防備に寝ている女と密室に二人きりで股間の疼きが止まらない！ 4（2020年11月12日、アキノリ）
- 【バカッターエロ動画】 「え！？こんな場所で！！」 絶対バレてはいけないスリル満点こっそりフェラ2（2020年11月26日、アキノリ）
- 【女の子に顔を踏まれたい人専用】完全主観 激臭！足裏匂い責め（2021年2月4日、アキノリ）
- 娘の友達が泊まりに来て親父を誘惑！パンチラ・混浴・逆夜●い/ゆきなちゃん 志田雪奈（2021年4月13日、ディレクターズ）
- 従姉妹と二人でお風呂に入り洗いっこしてたら下半身ムズムズして入れたくなった・志田雪奈（2021年5月12日、ディレクターズ）
- 同窓会で再会した初恋の女を家に送り届けたら旦那さんが留守なのでヤッちゃいました・雪奈さん 志田雪奈（2021年6月14日、ディレクターズ）
- 結婚式場付近でモデルのようなパーティドレスを着こなす挙式帰りの女子たちをナンパ！綺麗なフォルムの美女たちに中●しセックス決めちゃいました！！（2021年11月15日、素人Pro）
- 夜●い妻Vol.9 ゆきなの場合 秘密を知っている夫の友人に夜●いされ拒めないままイイナリ生中出し姦 志田雪奈（2022年6月24日、アクアモール/エマニエル）
- 【個人撮影】飲酒でアヘ顔 25歳 美人OLしえりさん 初めての不倫交尾で酔いも回って旦那以外のチンポに悶絶。新婚妻の肉穴を中出し懇願するまで突きまくる！白目剥いて痙攣絶頂するマンコに種付け【素人】（2022年8月8日、ハメドリネットワークSecondEdition）

### アダルトVR

#### 2019年
- 【VR】昔からボクに何回も何回も告白をしてきた幼なじみ・雪奈と、とうとう恋人になってイチャラブSEX VR！！ カワイイ顔を堪能できる距離＆画質！エロに手加減なし体位バリエーション！没入感を高める胸キュンストーリー！！告白もキスもエッチもた～っぷりVR！！ 志田雪奈（2019年6月12日、ムーディーズ）
- 【VR】超ヤリたがり彼女、決意の禁欲解放！！久しぶりの性交は死ぬほど気持ちいい連続絶頂オーガズム！ 志田雪奈（2019年11月13日、KMPVR-彩-）
- 【VR】喉奥喉射 VR（2019年11月21日、ケイ・エム・プロデュース）
- 【VR】特別にゴム外して生ハメOKしてくれた彼女との密着イチャラブ性交【中出し】たっぷりキスと超接近するアナルと耳元の吐息アエギがやばい抱きしめ騎乗位＆対面座位とデカ尻を打ち抜くバックとゴム外してめちゃ激しく突きまくる超・覆いかぶさり正常位 志田雪奈（2019年11月27日、アリスJAPAN）
- 【VR】最悪で最高な運命… 華麗で過激なお嬢様に徹底的に痴女られた性処理執事のボク 志田雪奈（2019年11月28日、KMPVR-bibi-）
- 【VR】サイゾー×KMPVR彩特別企画！投稿された本当にあった【エロ体験談】をついに完全VR化！『謎のお見舞い美女と生エッチ』 投稿者:あたか（30歳/男性） 志田雪奈（2019年11月30日、KMPVR-彩-）
- 【VR】HQ 劇的超高画質 志田雪奈 ドキッ！浴衣のはだけた姿がエロすぎ彼女… 2 透き通るような肌が誘惑する（2019年12月4日、ブイワンVR）

#### 2020年
- 【VR】乳首責めVR（2020年1月17日、ケイ・エム・プロデュース）
- 【VR】【超ドM専用:集団逆レ×プVR】貞操逆転・立場逆転した女子校の担任になって、無理やり4人の生徒全員に強●ドS痴女SEXで徹底的にヤラれまくる。（2020年1月20日、SODクリエイト）
- 【VR】顔騎地獄（2020年1月24日、ケイ・エム・プロデュース）
- 【VR】J●若ま●こディルドオナニー（2020年1月26日、ケイ・エム・プロデュース）
- 【VR】祝！2020年！新年福袋BEST！！500分SPECIAL！！超お得！最新人気50タイトル激盛り詰合せ！（2020年1月29日、ケイ・エム・プロデュース）
- 【VR】初めて彼氏ができた幼馴染が僕のチ○コをフェラの練習台に！ これってもしかして…NTRなのかな？ 志田雪奈（2020年2月10日、SODクリエイト）
- 【VR】＃ファン食いVR 超大人気のヤリチンバンドマンになって、楽屋に来たファンを強●媚薬でスキャンダル中出しSEX！ヤリたい放題できる！！（2020年2月17日、SODクリエイト）
- 【VR】HQ超高画質！ニーハイソックス穿いたデカ尻義姉が童貞の僕を挑発しながらベロキス/耳舐め/脚コキ/濃厚フェラ！チ○ポ挿入すると相性抜群過ぎて膝を震わせながら大絶頂！チ○ポに飢えた義姉の気が済むまで一晩中何度も強●中出しSEX！ 志田雪奈（2020年2月17日、V＆R PRODUCE）
- 【VR】高級お尻clubVR 尻フェチが満足する会員制優良店（2020年2月20日、SODクリエイト）
- 【VR】粘膜口移しVR（2020年2月21日、ケイ・エム・プロデュース）
- 【VR】ノーモザイクオナニーVR（2020年2月28日、ケイ・エム・プロデュース）
- 【VR】マッサージをするVR（2020年4月3日、ケイ・エム・プロデュース）
- 【VR】女捜査官を前後プレスで拉致してヤリまくるVR！！ 羽交い絞めピストン！立ちバックフェラ！組織の仲間との前後コンビネーションでド迫力レ○プに参加体験！！（2020年4月22日、ワンズファクトリー）
- 【VR】HQ超高画質！【M男専用VR】「おい！テメェ！早くシコれよ！」元ヤンキーの黒パンスト穿いたドS上司 が上から目線で僕をバカにしながら見下し淫語オナサポ/ビンタ/脚コキ/唾吐き！罵倒 されフル勃起したチ○ポにガニ股生挿入！… 志田雪奈（2020年7月13日、V＆R PRODUCE）
- 【VR】会社に高級デリヘルを呼んだら体験 VR 深夜のオフィスで接客する初めての状況でパンツを濡らし興奮する美人嬢が敏感になりすぎてイキまくり！「素股じゃ嫌っ！挿れてっ！」男に腰を振らせない覆いかぶさり座位で自ら禁止のナマ挿入！（2020年10月9日、ナチュラルハイ）

#### 2021年
- 【VR】美女の鼻フックSEX 高飛車な女の歪んだブタ鼻顔をじっくり観賞しながらハメる侮辱セックス（2021年1月7日、SODクリエイト）
- 【VR】【全編ノーモザイク】AV女優・ブルマ・デカ尻・アナルコレクション（2021年1月14日、V＆R PRODUCE）
- 【VR】「お店には内緒ですよ」【本番禁止】のエステサロンで淫乱美巨乳エステ嬢からまさかのオイルを使った濃厚誘惑！媚薬で焦点が合わなくなるほど【ガンギマリのエステ嬢】と【生パコ中出し猛FUCK！ 】 志田雪奈（2021年2月4日、こあらVR）
- 【VR】HQ 劇的超高画質 同僚との閉店後、店内でイチャラブSEX真骨頂！「もっと一緒に居たいからシフト、お願いしますねっ！」（2021年2月5日、ブイワンVR）
- 【VR】【ヤリマン数珠つなぎ】「あなたより極エロなヤリマン紹介してくれませんか？」セフレの友達はエロいのか！紹介してもらったお酒が大好きな【明るい肉食系女子】と愉しむ【ほろ酔い絶頂】【顔射】FUCK！ ゆきな（2021年3月1日、こあらVR）
- 【VR】 超々天井特化！頭上にも美女！下半身にも美女！上から下から同時に攻めてくるオイルエステで極楽3P！！（2021年5月19日、Hunter）

### イメージビデオ
- ハックツ美少女 Revolution 志田雪奈（2018年5月3日、BAGUS）
- ギリグラ！！秘宝館 志田雪奈（2018年7月19日、BAGUS）
- Yukina Virgin snow 志田雪奈（2019年1月10日、REbecca）
- エッチな小悪魔学園　片瀬まい（2019年9月20日、デジプラン）
- 私のこと…おヘンタイだと思いますか…？/山口さつき（2020年2月7日、サムバディ）[19]
- 片瀬まい/エッチな小悪魔学園〜過激な進級試験〜（2020年5月15日、デジプラン）

### web配信

#### FANZA
- ゆきな（2019年8月1日、俺の素人）
- ゆきな 2（2019年9月9日、俺の素人）
- つかさ（2019年9月24日、Hなお悩み相談）
- ゆきな（2019年9月29日、％OFF）
- ゆきな（2019年10月31日、％OFF）
- ゆきな（2019年11月29日、シロウト急便）
- ゆきぽよ（2019年11月30日、シロウトHouse）
- ゆきな（2020年1月31日、東京不倫）
- ゆきな（2020年2月14日、S-CUTE）
- 須田友紀奈（2020年2月15日、恋する花嫁）
- しの（2020年2月28日、エチケット）
- 雪菜（2020年2月28日、いきなりシロート）
- ゆきな（2020年3月6日、恋する花嫁）
- ゆきな（2020年3月7日、S-CUTE）
- ゆな（2020年3月19日、素人ホイホイZ）
- 志田（2020年3月31日、ゲリラ）
- ゆきな（2020年4月17日、エチケット）
- ゆきな（2020年4月26日、G-AREA）
- ゆきな 3（2020年5月15日、俺の素人）
- ゆきな（2020年6月5日、全日本ハメ撮り連盟）
- ゆみこ会長（2020年6月24日、素人ホイホイpower）
- ゆきな（2020年9月14日、俺の素人）
- しおり（2020年9月15日、E★ナンパDX）
- ゆきな（2020年11月27日、フライデー）
- のぞみ（2020年12月27日、黒船提督）
- かなみ（2021年2月20日、まんまんランド）
- しえり（2022年8月8日、ハメドリネットワークSecondEdition）

#### MGS動画
- 綾○は○か激似！！制服リフレで働く癒し系JDユキナちゃん！！これでまだ19歳？！裏オプで磨いたフェラはマジ神業！！彼氏の粗チンじゃ満足できず口に半分しか入らないデカ○ンをジュルジュルと卑猥な音を立てながら頬張り嬉しそうにしゃぶりつく！！SEXでイッたことのないデカ○ン処女の彼女が激しい鬼ピスで秒速イキ連発！！（2019年7月14日、prestigepremium）
- 【初撮り】ネットでAV応募→AV体験撮影 1019 エロレベル高めの激カワ専門学生。オナニー大好きっ子は相手が欲しい！！我慢できずにAVへ！しなやかな体をのけ反らせ、エロ可愛くイキまくる！！（2019年7月19日、）
- 【配信専用】ぷるツヤ口マ●コ美少女のジュブジュブノーハンドフェラ！ おクチだけで精子を根こそぎ狩り取る！（2019年8月8日、ふぇち党）
- 新人舞台女優！ナマ指導棒を挿入！炎天下で舞台の宣伝活動中の彼女を応援！濡れ場指導で心もカラダも裸でぶつかり稽古！！美白の肌を紅く染め感じる演技はアカデミークラスかと思いきや…チ◯コでガチイキしてました！！：いくらでラブホ No.043（2019年8月9日、prestigepremium）
- 祐天寺の綾瀬は●か！！就活に苦戦する〝酒好き美人女子大生〟！！おばんざい屋(居酒屋)で働く彼女を落とす為、某グルメサイトのフリして取材を持ちこみ密着撮影！！数日かけて仲良くなった彼女をアフターに誘い込み、あの手この手で純粋無垢な隠れ巨乳をやっとの思いで落としてきました！！彼女自身も驚く程、何度も何度もイキまくる驚愕の乱れっぷりは正に〝必見〟です！！：カンバン娘 001（2019年8月24日、prestigepremium）
- 家まで送ってイイですか？ case.144 これぞ絶頂イキまくりの確率変動！ウルトラハイパークソビッチ！ぶっ飛び憑依型！白目イキ！⇒永○芽郁似！清楚と見せかけこのギャップ！ガーターベルトが戦闘服！⇒被害総額300万！ダメ男と私のドロ沼事情⇒全身クリトリス！全身Gスポット！⇒祖母想い涙…破れた夢と一冊の文庫本（2019年8月30日、ドキュメンTV）
- 【綾●は●か激似】20歳【ドMの漫画家】ゆきなちゃん参上！夢は少女漫画の連載したい彼女の応募理由は『謝礼はいらないので辱めて下さい♪』強烈に可愛いのに【変態ドM美少女】自宅からノーブラのエロ下着を着用！リモコンバイブ持参！綾●は●かもビックリ仰天！？ド変態な漫画家娘の激イキSEX見逃すな！（2019年10月15日、）
- ラグジュTV 1176 「自分のイメージを壊したい…」おしとやかに見えて実は生粋のオナニスト！本当の自分をさらけ出し、腰を反らせてヨガリ狂う！（2019年11月1日、ラグジュTV）
- 【絶倫過ぎる就活生！！】ガーターベルトを装備した只者でない就活生は、全身クリトリスの敏感娘。酒を飲んで理性崩壊！代謝決壊！汗ダだくだくのグッチョグチョでイッてイッてイッてイッてイキまくる！！の巻。：パコパコ女子大学 女子大生とトラックテントでバイト即ハメ旅 Report.108（2019年11月16日、prestigepremium）
- 【配信専用】射精が止まらない！超気持ちイイ美少女手コキ！ 8 10人の美少女に手コキされまくる200分！（2019年11月21日、ふぇち党）
- ローター仕込まれ言いなり美少女！！美乳で美白のドピンク乳首！！敏感ケイレン体質で路上でがくがく振動イキッ！？「ご褒美チ○コ…ください…ッ」と、チ○コ求めるドＭフェラでご褒美チ○コを美マ○コで丸吞み堪能！！連続絶頂20連発！！/AV男優の電話帳/No.004（2019年11月29日、prestigepremium）
- ド変態！ドスケベ！ド淫乱JD！まさにエロ3D系ハメ撮り！？(※この映像はVRではございませんが、迫力満点です。)ヲタサーの姫の隠された変態性が激生チンピストンで暴かれる！！サイリウム挿入で光るヲタマ○コはあがる～！！ /ラブホドキュメンタリー休憩2時間/42（2020年1月25日、prestigepremium）
- ゆきな(21) S-Cute with 逝き始めると止まらないハメ撮りH （2020年2月4日、With）
- ゆきな S-Cute 雪肌美少女のいっぱいイって悶えるSEX（2020年2月22日、S-CUTE）
- 【水泳JD×ハメ潮中出し3連発】※完全取扱注意※ 絶頂白目イキ！完全トリップ！ハメ潮だらだら痙攣セックス！もはやこれは…完全合法キメセク！スタイル抜群お嬢様のアヘアヘハメ潮キメセクを見ずに何を見る！？の巻【スポえろジャーニー10人目 ゆかちゃん】（2020年4月11日、Jackson）
- 志田（2020年4月12日、ゲリラ ）
- ゆきな（2020年4月29日、G-AREA ）
- ゆきな（2020年6月10日、俺の素人）
- ゲレンデに舞い降りた激カワJDを口説き落とす！酔っぱらった美少女を潮吹きさせてデカマラち〇ぽでアへ顔絶叫理性崩壊ｗｗ（2020年8月13日、黒船）
- しおりさん 20歳 黒髪ロングの色白Eカップ女子大生 【ガチな素人】（2020年9月15日、E★ナンパDX ）
- ゆきな （2020年10月18日、俺の素人）
- 爆潮が止まらないｗｗ真面目で清楚な保育園先生のエロすぎる痴態に目を疑う…。妊娠汁が溢れ出すほど子種を注ぎ込んだ中出しSEX！！！（2020年11月8日、まんまんランド）
- 綾●はるか似の清楚系美少女vsガチ恋童貞！女優に丸投げリアルドキュメント・ガチンコSEX！【今回のデートコース：みなとみらい→動物園→ラブホ】エロくて儚くて甘酸っぱい！シリーズ史上一番胸キュンおセンチな名作回！志田雪奈の素のSEXが見れるのはこれだけ！（2021年4月22日、はじめてはAV女優。）
- すんげぇぬるぬる！！COMPLETE！！ 巨乳J●9人とローションまみれぐちょ濡れSEX（2021年8月12日、FIREBALL ）
- 人妻げっちゅ。 ゆきな(28) 1（2022年6月26日、はめまん）
- 人妻げっちゅ。 ゆきな(28) 2（2022年6月26日、はめまん）
- 【個人撮影】飲酒でアヘ顔 25歳 美人OLしえりさん 初めての不倫交尾で酔いも回って旦那以外のチンポに悶絶。新婚妻の肉穴を中出し懇願するまで突きまくる！白目剥いて痙攣絶頂するマンコに種付け【素人】（2022年8月8日、ハメドリネットワークSecondEdition）

#### FC2
- 【卍プレミア】国民的に人気女優のガチ妹とのセックス ハメ撮りできたんで削除覚悟で晒しますｗｗ【24時間ハメっぱなしｗ妹は絶倫ビチ子だったｗ】【個人撮影・素人】（2019年8月1日、令和美少女　ゼロ号機）
- 【プレミア】綾瀬は〇か激似　百年に一人の逸材　イカセまくり中出しSEX【京都ナンパ最終章】（2019年8月13日、【旧垢】ちんぴく寺舎利殿）
- 【貸出厳禁】ツレの会社の後輩を貸し出し志願！好きな男の目の前で墜ちていく神美女に遠慮なく生中でｗｗ（2019年8月18日、ビッチとオレたち）
- 【極秘入手】夏祭りの帰りに入社当時からロックオンしてた会社の後輩を「生」不倫デートで孕ませちゃったｗｗ（2019年9月6日、ビッチとオレたち）
- 綾瀬〇るか似！究極に可愛い清純下着モデル ゆきぽちゃん(仮名) エロ過ぎて下着姿で勃起！チンポ近づけたらフェラ抜き＆生ハメOK美尻を打ち付け透明感あふれる身体をビクビク震わせ連続絶頂！中出しセフレにし（2020年1月17日、大塚ナルト）
- 【朗報】秋葉原で見つけた萌えっ娘３人！オタク女子は全員エロい説！可愛い顔してイヤらしい舌使いがそそる神フェラチオ映像【美少女】【ハーレム】（2020年5月26日、シャク八郎）
- 【個人撮影】飲酒でアヘ顔 25歳 美人OL しえりさん 初めての不倫交尾で酔いも回って旦那以外のチンポに悶絶。新婚妻の肉穴を中出し懇願するまで突きまくる！白目剥いて痙攣絶頂するマンコに種付け【素人】（2020年5月27日、心斎橋ハードコア）
- 【3P個人撮影】新婚なのに淫乱不貞の美人OL妻 しえりさん 25歳 一度だけのつもりが中出しアクメが忘れられず。ダブル種付けちんぽで交互にハメられ悶絶イキで完堕ち【個人撮影・素人】（2020年6月3日、心斎橋ハードコア）
- 【※白目注意※】5P乱交★媚ヤク★ガンギマリで白目剥きながらのイキ顔で震える女子大生がエロすぎる！スーパーペニスと筋肉男のゴリラSEXがヤバい。【めっちゃ射精した】（2021年3月26日、中出しナックルズα）
- 【めちゃ可愛い♪】人気♀YouTuberのハメ撮り動画流出！これは間違いなく あの人かも…封印裏事情UP【流出】（2021年3月12日、中出しナックルズα）

#### Pcolle
- 【電車痴漢】顔出し制服JK★大河女優レベルの衝撃美少女に乳揉み中出しヤリたい放題★トイレに連れ込んで2回目挿入＆顔射（2019年9月20日、ゆず故障）

## 出演

### テレビ
- ケンコバのバコバコテレビ（2020年1月-、サンテレビ）[20]